# Franz Wickhoff
Franz Wickhoff, né le 7 mai 1853 à Steyr et mort le 6 avril 1909 à Venise, est un historien de l'art autrichien. Il est considéré comme l'un des fondateurs de l'École Viennoise d'histoire de l'art.

## Biographie
Franz Wickhoff est issu d'une grande famille de la haute bourgeoisie. Il étudie l'histoire de l'art à l'Université de Vienne où il est notamment l'élève de Rudolf Eitelberger et de Moritz Thausing entre 1877 et 1879. En 1880, il obtient un doctorat. De 1879 à 1895, il est conservateur au Musée des arts appliqués de Vienne. En 1882, il est nommé chargé de cours à l'Université de Vienne, en 1885, professeur associé puis, en 1891, titulaire de la Chaire d'Histoire de l'art. 
L'une des principales préoccupations de Wickhoff a été de promouvoir une approche scientifique en Histoire de l'art. Il s'est notamment attaché à développer la méthode analytique de son ami et connaisseur d'art italien Giovanni Morelli. 

## Œuvres
- Die italienischen Handzeichnungen der Albertina, in: Jahrbuch der kunsthistorisches Sammlungen des Allerhöchsten Kaiserhauses, 12, 1891 und 13, 1892
- Die Wiener Genesis, hrsg. von Wilhelm von Hartel und Franz Wickhoff, in: Jahrbuch der kunsthistorischen Sammlungen des Allerhöchsten Kaiserhauses, 15/16, 1895; Neudr. Graz 1970
- Über die historische Einheitlichkeit der gesamten Kunstentwicklung, in: Festgaben für Büdinger, Innsbruck 1898
- Kunstgeschichtliche Anzeigen, hrsg. von Franz Wickhoff, Innsbruck 1904–1909
- Beschreibendes Verzeichnis der illuminierten Handschriften in Österreich, 2 Bde., Leipzig 1905
- Die Schriften Franz Wickhoffs, hrsg. von Max Dvořák, 2 Bde., Berlin 1912–1913